# David Bordwell

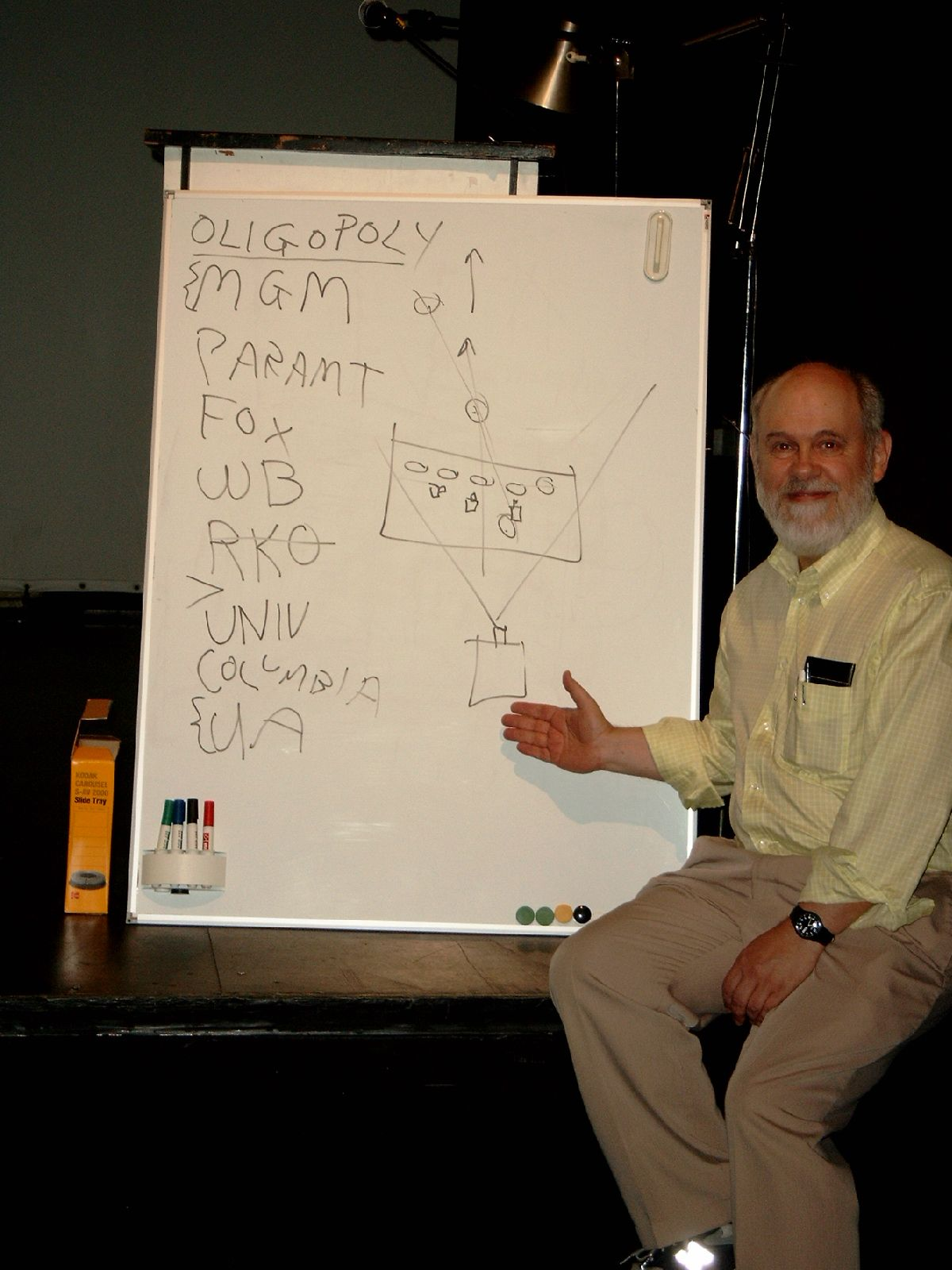
David Bordwell (2007)

David Jay Bordwell (* 23. Juli 1947 in Penn Yan, New York; † 29. Februar 2024 in Madison, Wisconsin) war ein US-amerikanischer Filmwissenschaftler. Er lehrte bis 2004 als Professor für Film Studies an der Universität von Wisconsin und war jährlicher Gastdozent an der Internationalen Filmschule Köln. Sein gemeinsam mit seiner Frau, der Filmwissenschaftlerin Kristin Thompson, verfasstes Buch Film Art: An Introduction gilt als eines der Standardwerke der Filmwissenschaft. Bordwell lebte zusammen mit seiner Frau in Madison.
Bordwell studierte Filmwissenschaft an der University of Iowa, wo er auch promovierte. In seinem erstmals 1979 gemeinsam mit Kristin Thompson herausgegebenen Werk Film Art postulierte er den Lehransatz des Neoformalismus, der sich an den Russischen Formalismus des frühen 20. Jahrhunderts anlehnt. In Ablehnung einer psychoanalytischen Filmtheorie, die Film über seine unbewusste Wirkung auf den Zuschauer erklären will, gerät im Neoformalismus eine Betrachtung des Films in den Vordergrund, bei der die stilistischen Normen und Konventionen des Films in ihrer ästhetischen Ausprägung und Wirkung bezüglich der Erwartungshaltung des Zuschauers und der Möglichkeit, sie bewusst zu verstehen, untersucht werden. Bordwell vertrat dabei einen kognitivistisch orientierten Ansatz, der Verbindungen zwischen Filmstruktur und Zuschauerrezeption erkennbar machen und schematisieren möchte.
Bordwell forschte in den Bereichen der Auteur-Theorie, wo er über Ozu Yasujirō, Carl Theodor Dreyer und Sergei Eisenstein veröffentlichte. Sein weiteres Augenmerk galt dem Hongkong-Kino, der Geschichte der filmischen Stilentwicklung und filmischer Erzähltheorie.
Am 29. Februar 2024 starb Bordwell im Alter von 76 Jahren an einer idiopathischen Lungenfibrose.

## Werke
- Filmguide to La passion de Jeanne d'Arc. Indiana University Press, Bloomington (u. a.) 1973, ISBN 0-253-39301-9.
- mit Kristin Thompson: Film Art. An Introduction. Addison-Wesley, Reading 1979, ISBN 0-201-00566-2.
- The Films of Carl-Theodor Dreyer. University of California Press, Berkeley (u. a.) 1981, ISBN 0-520-03987-4.
- Narration in the Fiction Film. University of Wisconsin Press, Madison 1985, ISBN 0-299-10170-3.
- mit Kristin Thompson und Janet Staiger: The Classical Hollywood Cinema: Film Style and Mode of Production to 1960. Columbia University Press, New York 1985, ISBN 0-231-06055-6.
- Ozu and the Poetics of Cinema. Princeton University Press, Princeton 1988, ISBN 0-691-00822-1.
- Making Meaning: Inference and Rhetoric in the Interpretation of Cinema. Harvard University Press, Cambridge (u. a.) 1989, ISBN 0-674-54335-1.
- The Cinema of Eisenstein. Harvard University Press, Cambridge (u. a.) 1993, ISBN 0-674-13137-1.
- mit Kristin Thompson: Film History: An Introduction. McGraw-Hill, New York 1994, ISBN 0-07-006445-8.
- On the History of Film Style. Harvard University Press, Cambridge (u. a.) 1997, ISBN 0-674-63428-4.
- Planet Hong Kong: Popular Cinema and the Art of Entertainment. Harvard University Press, Cambridge (u. a.) 2000, ISBN 0-674-00213-X.
- Visual Style in Cinema: Vier Kapitel Filmgeschichte. Verlag der Autoren, Frankfurt am Main 2001, ISBN 3-88661-226-0.
- Figures Traced in Light: On Cinematic Staging. University of California Press, Berkeley (u. a.) 2005, ISBN 0-520-23226-7.
- The Way Hollywood Tells It: Story and Style in Modern Movies. University of California Press, Berkeley (u. a.) 2006, ISBN 0-520-23227-5.
- Reinventing Hollywood. How 1940s filmmakers changed movie storytelling. University of Chicago Press, Chicago/London 2017, ISBN 978-0-226-48775-5.